# Англиканско съобщество
Англиканското съобщество (англ. The Anglican Communion) e международна асоциация на националните Англикански църкви. Няма една „Англиканска църква“ с универсален юридически авторитет и всяка национална и регионална църква има своя автономност. Статусът на съобщност означава, че има общо съгласие върху основните доктрини и пълно участие в сакраменталния живот на всяка национална църква, който е на разположение на всички съобщностни англиканци.